# Miles McBride
Pour les articles homonymes, voir McBride.
Miles James "Deuce" McBride, né le 8 septembre 2000 à Cincinnati dans l'Ohio, est un joueur américain de basket-ball évoluant au poste de meneur.

## Biographie

### Carrière universitaire
Entre 2019 et 2021, il joue pour les Mountaineers de la Virginie-Occidentale.
Le 2 avril 2021, il annonce qu'il se présente à la draft NBA 2021.

### Carrière professionnelle

#### Knicks de New York (depuis 2021)
Miles McBride est drafté en 36e position par le Thunder d'Oklahoma City, ses droits sont ensuite transféré aux Knicks de New York. Il signe son contrat le 6 août 2021.

## Statistiques

### Universitaires
Les statistiques de Miles McBride en matchs universitaires sont les suivantes :
| Saison    | Équipe               | Matchs | Titul. | Min./m | % Tir | % 3pts | % LF | Rbds/m. | Pass/m. | Int/m. | Ctr/m. | Pts/m. |
| --------- | -------------------- | ------ | ------ | ------ | ----- | ------ | ---- | ------- | ------- | ------ | ------ | ------ |
| 2019-2020 | Virginie-Occidentale | 31     | 3      | 22,1   | 40,2  | 30,4   | 74,7 | 2,35    | 1,81    | 1,13   | 0,48   | 9,55   |
| 2020-2021 | Virginie-Occidentale | 29     | 28     | 34,2   | 43,0  | 41,4   | 81,3 | 3,90    | 4,86    | 1,90   | 0,31   | 15,79  |
| Carrière  | Carrière             | 60     | 31     | 28,0   | 41,8  | 36,8   | 78,5 | 3,10    | 3,28    | 1,50   | 0,40   | 12,57  |

### Professionnelles

#### Saison régulière
| Saison    | Équipe   | Matchs | Titul. | Min./m | % Tir | % 3pts | % LF | Rbds/m. | Pass/m. | Int/m. | Ctr/m. | Pts/m. |
| --------- | -------- | ------ | ------ | ------ | ----- | ------ | ---- | ------- | ------- | ------ | ------ | ------ |
| 2021-2022 | New York | 40     | 2      | 9,3    | 29,6  | 25,0   | 66,7 | 1,05    | 1,03    | 0,35   | 0,03   | 2,23   |
| 2022-2023 | New York | 64     | 2      | 11,9   | 35,8  | 29,9   | 66,7 | 0,78    | 1,13    | 0,58   | 0,13   | 3,47   |
| 2023-2024 | New York | 68     | 14     | 19,5   | 45,2  | 41,0   | 86,0 | 1,47    | 1,68    | 0,74   | 0,10   | 8,26   |
| Carrière  | Carrière | 172    | 18     | 15,4   | 41,4  | 36,7   | 78,1 | 1,12    | 1,32    | 0,59   | 0,09   | 5,08   |

#### Playoffs
| Saison   | Équipe   | Matchs | Titul. | Min./m | % Tir | % 3pts | % LF | Rbds/m. | Pass/m. | Int/m. | Ctr/m. | Pts/m. |
| -------- | -------- | ------ | ------ | ------ | ----- | ------ | ---- | ------- | ------- | ------ | ------ | ------ |
| 2023     | New York | 8      | 0      | 2,5    | 25,0  | 33,3   | 0,0  | 0,25    | 0,13    | 0,00   | 0,13   | 0,38   |
| 2024     | New York | 13     | 2      | 26,7   | 43,5  | 36,8   | 83,3 | 2,23    | 1,92    | 0,54   | 0,15   | 11,00  |
| Carrière | Carrière | 21     | 2      | 17,5   | 43,0  | 36,6   | 83,3 | 1,48    | 1,24    | 0,33   | 0,14   | 6,95   |

## Palmarès

### Distinctions personnelles
- Second-team All-Big 12 (2021)
- Big 12 All-Freshman Team (2020)

## Records sur une rencontre en NBA
Les records personnels de Miles McBride en NBA sont les suivants :
| Type de statistique        | Saison régulière | Saison régulière     | Saison régulière | Playoffs | Playoffs                | Playoffs      |
| Type de statistique        | Record           | Adversaire           | Date             | Record   | Adversaire              | Date          |
| -------------------------- | ---------------- | -------------------- | ---------------- | -------- | ----------------------- | ------------- |
| Points                     | 29               | 2 fois               | 2 fois           | 21       | 76ers de Philadelphie   | 20 avril 2024 |
| Paniers marqués            | 10               | @ Raptors de Toronto | 27 mars 2024     | 8        | @ Pacers de l'Indiana   | 17 mai 2024   |
| Paniers tentés             | 22               | Mavericks de Dallas  | 8 février 2024   | 17       | @ Pacers de l'Indiana   | 12 mai 2024   |
| Paniers à 3 points réussis | 9                | @ Raptors de Toronto | 27 mars 2024     | 5        | 76ers de Philadelphie   | 20 avril 2024 |
| Paniers à 3 points tentés  | 14               | @ Raptors de Toronto | 27 mars 2024     | 11       | @ Pacers de l'Indiana   | 12 mai 2024   |
| Lancers francs réussis     | 5                | 3 fois               | 3 fois           | 2        | 4 fois                  | 4 fois        |
| Lancers francs tentés      | 6                | 3 fois               | 3 fois           | 3        | @ 76ers de Philadelphie | 28 avril 2024 |
| Rebonds offensifs          | 4                | Mavericks de Dallas  | 8 février 2024   | 2        | @ Pacers de l'Indiana   | 12 mai 2024   |
| Rebonds défensifs          | 7                | @ Bulls de Chicago   | 5 avril 2024     | 4        | 2 fois                  | 2 fois        |
| Rebonds totaux             | 7                | @ Bulls de Chicago   | 5 avril 2024     | 5        | 2 fois                  | 2 fois        |
| Passes décisives           | 9                | 2 fois               | 2 fois           | 4        | 4 fois                  | 4 fois        |
| Interceptions              | 4                | 3 fois               | 3 fois           | 1        | 7 fois                  | 7 fois        |
| Contres                    | 2                | 2 fois               | 2 fois           | 1        | 3 fois                  | 3 fois        |
| Balles perdues             | 3                | 4 fois               | 4 fois           | 3        | 2 fois                  | 2 fois        |
| Minutes jouées             | 48               | Nets de Brooklyn     | 23 mars 2024     | 40       | Pacers de l'Indiana     | 19 mai 2024   |

- Double-double : 0
- Triple-double : 0

Dernière mise à jour : 9 décembre 2024